# Viburnum lantanoides
Viburnum lantanoides är en desmeknoppsväxtart som beskrevs av André Michaux. Viburnum lantanoides ingår i släktet olvonsläktet, och familjen desmeknoppsväxter. Inga underarter finns listade i Catalogue of Life.

## Bildgalleri

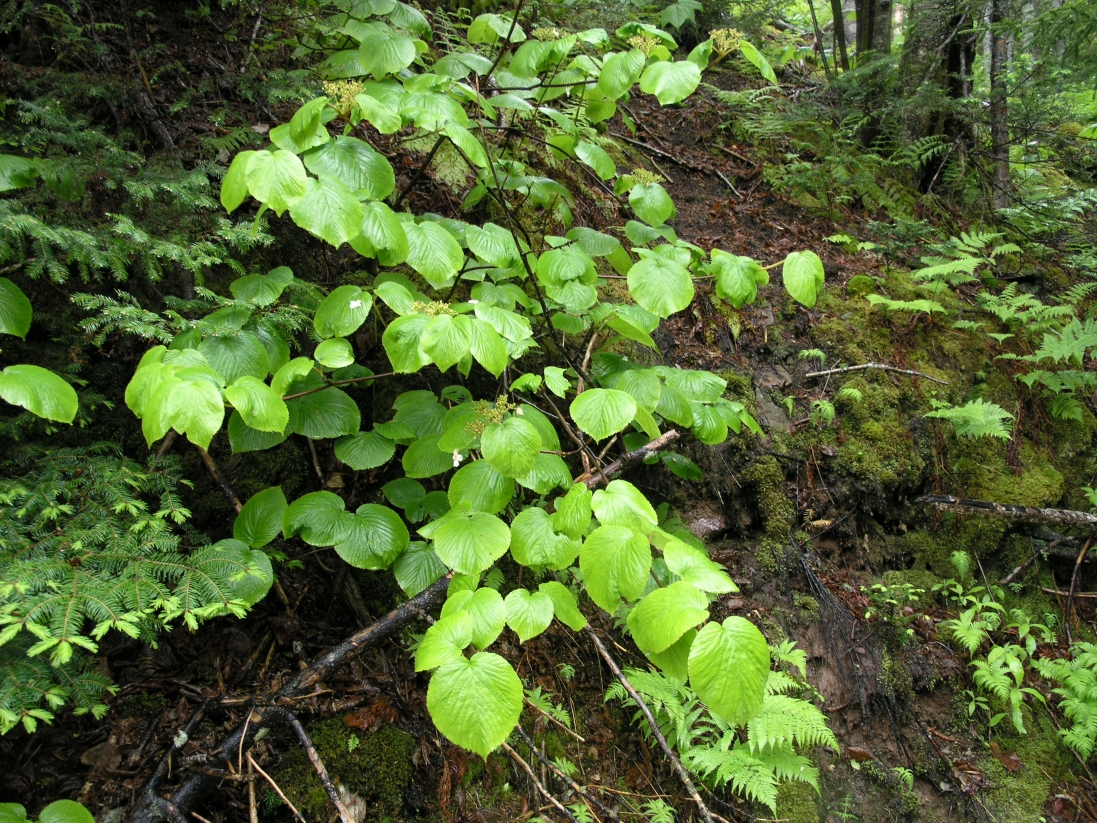